# Kokuzna vremena
Kokuzna vremena è il primo album in studio del gruppo musicale Merlin, pubblicato nel 1985.

## Tracce
Testi e musiche di Dino Merlin.

1. Kokuzna vremena
2. Ljubav nije paradajz
3. Jutro u Splitu
4. Pile u kandžama jastreba
5. Svjetla Zagreba
6. Pričalica
7. Ružan san
8. Duhovi konjaka
9. Daj, nazovi me